# 江源 (成化進士)
江源（1438年—？），字一原，廣東廣州府番禺縣人，民籍。明朝政治人物。同進士出身。

## 生平
成化元年（1465年）乙酉科廣東鄉試第一名。成化五年（1469年）乙丑科會試第三十名，殿試登進士第三甲第四十九名。授廣信府上饒縣知縣。

## 家族
曾祖江祥。祖父江廣。父亲江翊。